# Olonne-sur-Mer
Olonne-sur-Mer – miasto i dawna gmina we Francji, w regionie Kraj Loary, departamencie Wandea. W 2016 roku populacja ówczesnej gminy wynosiła 15 692 mieszkańców. 
Dnia 1 stycznia 2019 roku połączono trzy wcześniejsze gminy: Château-d'Olonne, Olonne-sur-Mer oraz Les Sables-d’Olonne. Siedzibą nowej gminy została miejscowość Les Sables-d’Olonne, a nowa gmina przyjęła jej nazwę. 